# Notiobiella semeriai
Notiobiella semeriai is een insect uit de familie van de bruine gaasvliegen (Hemerobiidae), die tot de orde netvleugeligen (Neuroptera) behoort. 
Notiobiella semeriai is voor het eerst wetenschappelijk beschreven door Monserrat in 1984.